# Raven, Kărdjali
Raven (în bulgară Равен) este un sat în comuna Momcilgrad, regiunea Kărdjali,  Bulgaria. 

## Demografie
Componența etnică a satului Raven
     Turci (98,25%)
     Nicio identificare (1,74%)
     Altele (0%)
La recensământul din 2011, populația satului Raven era de 343 locuitori. Din punct de vedere etnic, majoritatea locuitorilor (98,25%) erau turci. Pentru 1,74% din locuitori nu este cunoscută apartenența etnică.